# مورچگان (بروجن)
مورچگان (بروجن)، روستایی از توابع بخش گندمان شهرستان بروجن در استان چهارمحال و بختیاری ایران است.

## مردم
مردم این دهستان لرتبار و از ایل بختیاری می باشند و به گویش لری بختیاری سخن می گویند.

## جمعیت
این روستا در دهستان گندمان قرار دارد و براساس سرشماری مرکز آمار ایران در سال ۱۳۸۵، جمعیت آن ۸۵۴ نفر (۲۰۱خانوار) بوده‌است.